# Trochopus plumbeus
Trochopus plumbeus är en insektsart som först beskrevs av Philip Reese Uhler 1894.  Trochopus plumbeus ingår i släktet Trochopus och familjen vattenlöpare. Inga underarter finns listade i Catalogue of Life.